# Canal de Beverlo
El Canal de Beverlo és un canal de Bèlgica que connecta el canal Bocholt-Herentals a Lommel amb el camp de Beverlo a la ciutat de guarnició de Leopoldsburg on es termina en atzucac al port interior. Té una llargada de 14,8 km dels quals 4168 m de classe II i 9853 m de classe I. No té cap resclosa. És llistat com a element paisagístic.

## Història
El canal s'ha construït per aprovisionar el camp militar de Beverlo al qual calia una connexió naval per al transport de l'equip. S'havia pensa aprofitar el canal per a regar i desenvolupar l'agricultura en la zona seca de la Campinya, per els succés va ser moderat. Les primeres embarcacions carregat de carbó en provinença de Lieja van arribar el 12 de juny del 1857 i va ser inaugurat oficialment el 15 d'octubre del mateix any. Més tard, la fàbrica de zinc Vieille Montagne, originari de Moresnet va crear una filial a Balen als marges del canal quan les mines de Kelmis van esgotar-se. Com que calia importar la ganga, un establiment a proximitat de la via d'aigua era més interessant. Va esdevenir una filial de la multinacional Umicore, fins que el 2007 aquesta va integrar les activitats de zinc i plom en Nyrstar, una aliança d'Umicore i Zinifex.
Quan el 1878 la línia 15 del ferrocarril Anvers-Hasselt va arribar a Leopoldsburg el canal va perdre importància, excepte per a la fàbrica de zinc. La bassa giratòria al final del canal va ser transformat en port recreatiu. Els camins de sirga s'han integrat en una xarxa de senders per a vianants lents. Després de l'excavació, mai no va ser modernitzat i així vo poder conservar el seu aspecte original. És marginal per el transport de mercaderies: el 2006 ja no representava gaire més que 0,4% del transport fluvial a Bèlgica o uns 170.000 tones.
| Dimensions maximals de les embarcacions | Dimensions maximals de les embarcacions | Dimensions maximals de les embarcacions | Dimensions maximals de les embarcacions | Dimensions maximals de les embarcacions |
| --------------------------------------- | --------------------------------------- | --------------------------------------- | --------------------------------------- | --------------------------------------- |
| tram                                    | longitud                                | amplada                                 | calat                                   | alçària llibre                          |
| Lommel-Balen                            | 57,5 m                                  | 6,60 m                                  | 2,3                                     | 5,25 m                                  |
| Balen-Beverlo                           | 57,5 m                                  | 6,60 m                                  | 1,9                                     | 4,40 m                                  |